# Rajd Złote Piaski 1971
Rajd Złote Piaski 1971 (2. Rally Zlatni Piassatzi 1971) – 2. edycja rajdu samochodowego Rajd Bułgarii rozgrywanego w Bułgarii. Rozgrywany był od 10 do 13 czerwca 1971 roku. Była to pierwsza runda Rajdowego Pucharu Pokoju i Przyjaźni w roku 1971 oraz jedna z rund Rajdowych Mistrzostw Bułgarii w roku 1971.

## Klasyfikacja rajdu
| Miejsce                                    | Kierowca                       | Pilot                          | Samochód                       | Czas                           | Strata                         |                                |
| Klasyfikacja generalna i CoPaF             | Klasyfikacja generalna i CoPaF | Klasyfikacja generalna i CoPaF | Klasyfikacja generalna i CoPaF | Klasyfikacja generalna i CoPaF | Klasyfikacja generalna i CoPaF | Klasyfikacja generalna i CoPaF |
| ------------------------------------------ | ------------------------------ | ------------------------------ | ------------------------------ | ------------------------------ | ------------------------------ | ------------------------------ |
| 1.                                         | Ilia Chubrikov                 | Kolu Chubrikov                 | Alpine-Renault A110 1600       | 1:14:34                        | 0.0                            |                                |
| 2.                                         | Ilija Bonev                    | Zlati Zlatev                   | BMW 2002 Ti                    | 1:35:54                        | +21:20                         |                                |
| 3.                                         | Jerzy Bachtin                  | Piotr Mystkowski               | Polski Fiat 125p 1500          | 1:39:11                        | +24:37                         |                                |
| 4.                                         | Vladimir Bubnov                | Anatoliy Pechenkin             | Moskvich 412                   | 1:48:15                        | +33:41                         |                                |
| 5.                                         | Stasys Brundza                 | Juhan Sein                     | Moskvich 412                   | 1:52:21                        | +37:46                         |                                |
| 6.                                         | Vadim Rzhechitskiy             | Nikolai Shevchenko             | Moskvich 412                   | 1:59:15                        | +40:22.2                       |                                |
| 7.                                         | Janusz Wojtyna                 | Bronisław Czekała              | BMW 2002                       | 1:50:19                        | +35:45                         |                                |
| 8.                                         | Epifan Pefev                   | Todor Peykov                   | Alpine-Renault A110 1100       | 2:03:33                        | +48:59                         |                                |
| 9.                                         | Marin Velev                    | Todor Radev                    | Porsche 911                    | 2:04:21                        | +49:46                         |                                |
| 10.                                        | Ion Rauta                      | Giryoaba                       | Dacia 1300                     | 2:08:56                        | +54:22                         |                                |
| Klasyfikacja Rajdowych Mistrzostw Bułgarii |                                |                                |                                |                                |                                |                                |
| 1.                                         | Ilia Chubrikov                 | Kolu Chubrikov                 | Alpine-Renault A110 1600       |                                | 0.0                            |                                |
| 2.                                         | Ilija Bonev                    | Zlati Zlatev                   | BMW 2002 Ti                    |                                |                                |                                |
| 3.                                         | Epifan Pefev                   | Todor Peykov                   | Alpine-Renault A110 1100       |                                |                                |                                |